# The Cinematic Orchestra
The Cinematic Orchestra – brytyjski zespół tworzący muzykę z gatunku nu jazz łączącą elementy jazzu i muzyki elektronicznej. Grupa wydaje płyty w wytwórni płytowej Ninja Tune.

## Historia i twórczość
Założony pod koniec lat 90. XX wieku przez Jasona Swinscoe'a. Zarówno na koncertach jak i podczas nagrywania płyt, The Cinematic Orchestra współpracuje z zespołem, który improwizuje przy współudziale turntabilisty i elektronicznych elementów (sampli) stworzonych przez Swinscoe'a. W studio Swinscoe często remiksuje materiał nagrany na żywo, przez co końcowy produkt jest kompilacją nagranej improwizacji i elektronicznej postprodukcji. Już pierwsza płyta - Motion przyniosła zespołowi duża popularność i uznanie krytyków. Potwierdzeniem tej opinii było zaproszenie zespołu do występu na żywo podczas prezentacji dorobku i jednocześnie ceremonii wręczenia nagrody Lifetime Achievement Stanleyowi Kubrickowi podczas Director's Guild Awards. Jeszcze większy rozgłos zespół zdobył dzięki nowemu soundtrackowi do rosyjskiego filmu niemego z 1929 roku – Człowiek z kamerą.

## Dyskografia
- Motion (1999)
- Remixes 1998-2000 (2000)
- Every Day (2002)
- Man with a Movie Camera OST (2003)
- Ma Fleur (2007)
- The Crimson Wing: Mystery of the Flamingos (Les Ailes Pourpres) OST (2009)
- Late Night Tales: The Cinematic Orchestra (2010)
- The Cinematic Orchestra presents In Motion #1 (2012)
- To Believe (2019)

### Albumy koncertowe
- Ma Fleur live at the Barbican (nakład 1500 egz.) (2007)
- Live at the Big Chill (nakład 1000 egz.) (2007)
- Live at the Royal Albert Hall (2008)
- Live at the Roundhouse (2008)

### Minialbumy
- To Build a Home Versions (2007)

### Single
- Diabolus (1999)
- Channel 1 Suite / Ode To The Big Sea (1999)
- All That You Give / Kalima (2002)
- Horizon / Oregon (2002)
- Man With a Movie Camera Remixes (2004)
- To Build a Home (2007)
- Breathe / Colours (2007)